# Evaniella rufosparsa
Evaniella rufosparsa är en stekelart som först beskrevs av Jean-Jacques Kieffer 1911.  Evaniella rufosparsa ingår i släktet Evaniella och familjen hungersteklar. Inga underarter finns listade i Catalogue of Life.